# 播野勤
播野 勤（はりの つとむ、1953年6月30日 - ）は、タマノイ酢株式会社代表取締役兼タマノイグループ代表。
タマノイ酢代表取締役社長を歴任した。

## 人物
大阪府出身。成蹊学園（成蹊中学校・高等学校・成蹊大学経済学部）を卒業。大学卒業後、ソントン食品工業株式会社に就職。資金、財務、電算、社長室等、管理部門を担当。1979年タマノイ酢株式会社に入社。管理部長、常務取締役、専務取締役、代表取締役社長を経て現在に至る。1980～1981年日本生産性本部出向、日本生産性本部認定経営コンサルタント。
人間を中心にした経営を行い、会社は売り上げや利益ではなく、社員の成長の場と位置づけている。また、社員やビジネスの可能性の追求を目指し、社員の中から医師や調理師、フードコーディネーター、オリンピックを目指すアスリートなどを育てては、更に夢を膨らませている。
答えは全て現場にあるという考えのもと、自らが採用の現場に出て、その志を学生に訴える。また、数々の社員研修を企画。新人からベテランまで数多くの社員研修をこなし、社員の人間的成長を試みている。
社長に就任してからは、まず人事制度の改革を行った。ノルマの廃止や部署異動の機会を多く設けるなど、セクション間の風通しを良くし、部署異動を多く行う事で、技術的な専門家ではなく、時代の変化に対応する専門家を育てている。ノルマはなく、常に社員がキラキラと輝く。そんなクラブ活動の様な経営について、神戸大学大学院経営学研究科、金井壽宏教授チームの研究対象となり、2006年経営行動科学学会にて事例報告される。その後、全国から講演などにも招かれる。
学生時代は水泳とヨット、水球に熱中しており、毎日1万メートル位泳いでいた。都大会で優勝経験もあり、今でも数千メートルくらい泳いでいる。
2024年4月1日付で実子の播野貴也に社長職を譲り、自身は代表取締役兼タマノイグループ代表に就任した。

## 略歴
- 1976年 - 成蹊大学経済学部卒業。
- 1976年 - ソントン食品工業株式会社入社。
- 1979年 - タマノイ酢株式会社入社。
- 1980年 - 日本生産性本部出向。
- 1981年 - 日本生産性本部認定経営コンサルタント。
- 1984年 - タマノイ酢株式会社 常務取締役就任。
- 1987年 - タマノイ酢株式会社 専務取締役就任。
- 1991年 - タマノイ酢株式会社 代表取締役社長就任。
- 2019年 - あすか製薬株式会社 社外取締役就任。
- 2024年 - タマノイ酢株式会社 代表取締役兼タマノイグループ代表就任。

## 会員
- 関西経済同友会会員
- 堺商工会議所常議員

## 出演
- ルソンの壺（NHK、2008年3月9日）
- プラクトピアの風（テレビ大阪、2008年5月8日）
- 賢者の選択（BS朝日、2009年8月1日）
- 日経スペシャル カンブリア宮殿 おいしい！ヘルシー！ユニーク商品を連発する 老舗が生んだチームワーク経営術の全貌！（2017年5月11日、テレビ東京）[7]

その他